# Razor (együttes)
A Razor egy kanadai speed/thrash metal zenekar. Jelenleg négy taggal rendelkeznek: Dave Carlo-val, Bob Reid-del, Mike Campagnolo-val és Rider Johnsonnal. 
1983-ban alakultak meg Guelph-ben. Dave Carlo volt az egyetlen olyan tag, aki a kezdetektől fogva benne volt a zenekarban. Többször koncerteztek is. A kanadai speed/thrash metal úttörőinek számítanak, és az ország hasonló együtteseinek "nagy négyese" közé tartoznak. A másik három a Sacrifice, az Annihilator és a Voivod. 2012-ben Dave Carlo rákos lett, de az évek alatt kigyógyult belőle.
Az amerikai Cannibal Corpse szokásuktól eltérően feldolgozta (cover) a Razor "Behind Bars" című számát a Red Before Black című nagylemezük második, feldolgozásokat tartalmazó CD-jén. A Razor-ön kívül még Metallicát, Accept-et, Possessed-et, Sacrifice-ot, valamint Kreator-t dolgoztak fel.
Az együttes egészen a mai napig működik, habár pályafutásuk alatt egyszer már feloszlottak. Először 1983-tól 1992-ig működtek, majd 1997-től napjainkig.

## Diszkográfia

### Stúdióalbumok
- Executioner's Song (1985)
- Evil Invaders (1985)
- Malicious Intent (1986)
- Custom Killing (1987)
- Violent Restitution (1988)
- Shotgun Justice (1990)
- Open Hostility (1991)
- Decibels (1997)